# Берьозов Володимир Антонович
Володимир Антонович Берьозов (29 вересня 1929, місто Векшняй, тепер Тельшяйського повіту, Литва — 16 березня 2016, місто Вільнюс, Литва) — радянський литовський діяч, 2-й секретар ЦК КП Литви. Член Бюро ЦК КП Литви в 1988—1990 роках. Народний депутат СРСР (1989—1991). Депутат Верховної ради Литовської РСР (Литовської Республіки) 11—12-го скликань.

## Життєпис
Народився в багатодітній родині Антона та Людмили Берьозових. Навчався у початковій школі імені Вінцаса Кудирки у Каунасі.
У 1950—1953 роках служив у Радянській армії. Член КПРС з 1952 року.
З 1953 року — на адміністративній та комсомольській роботі в Молетаї Литовської РСР.
У 1959—1962 роках — секретар Ширвінтського районного комітету КП Литви.
З 1962 року — заступник голови виконавчого комітету Ігналінської районної ради депутатів трудящих; секретар Ігналінського районного комітету КП Литви.
У 1967 році закінчив Вільнюський державний педагогічний інститут. Потім — Вільнюську вищу партійну школу.
У 1967—1981 роках — інструктор, завідувач сектору Будинку політпросвіти ЦК КП Литви.
У 1981—1984 роках — 1-й заступник завідувача відділу організаційно-партійної роботи ЦК КП Литви.
У 1984—1985 роках — голова Партійної комісії при ЦК КП Литви.
У 1985—1988 роках — завідувач відділу організаційно-партійної роботи ЦК КП Литви.
9 грудня 1988 — грудень 1990 року — 2-й секретар ЦК КП Литви.
З грудня 1990 року був членом Демократичної партії праці Литви.
У 1992—1997 роках — радник президента Литви Альгірдаса Бразаускаса.
Член Соціал-демократичної партії Литви з 2001 року.
Помер 16 березня 2016 року. Похований на Антакальніському цвинтарі міста Вільнюса.

## Нагороди
- орден Дружби народів (1986)
- медалі
- Заслужений діяч культури Литовської РСР